# Кумагали
Кумага́ли (рос. Кумагалы, чув. Кăмакал) — присілок у складі Красноармійського району Чувашії, Росія. Входить до складу Ісаковського сільського поселення.
Населення — 41 особа (2010; 55 у 2002).
Національний склад:
- чуваші — 100 %